# Aleksander Fredro
Aleksander Fredro (Surochów, 20 giugno 1793 – Leopoli, 15 luglio 1876) è stato un commediografo e poeta polacco.

## Biografia
Nato da nobile casata nel villaggio di Surochów, nei pressi di Jarosław, nella Galizia ma allora appartenente al territorio della Cisleithania. Suo padre era un importante latifondista e volle che l'educazione di suo figlio fosse esclusivamente domestica, non permettendogli mai di frequentare scuole pubbliche. All'età di 16 anni entrò prima nell'esercito del Ducato di Varsavia e successivamente nel reggimento polacco dell'esercito di Napoleone e partecipò alla campagna di Russia, nel 1814 venne insignito della Legion d'onore francese. Di questa esperienza Fredro redasse un'opera di memorie dal titolo Tre per tre) (in polacco Trzy po trzy), prendendo a modello Vita e opinioni di Tristram Shandy di Laurence Sterne, l'opera narra le esperienze di guerra nel periodo 1809 - 1814 e venne terminata solo nel 1854 e pubblicata postuma nel 1877.

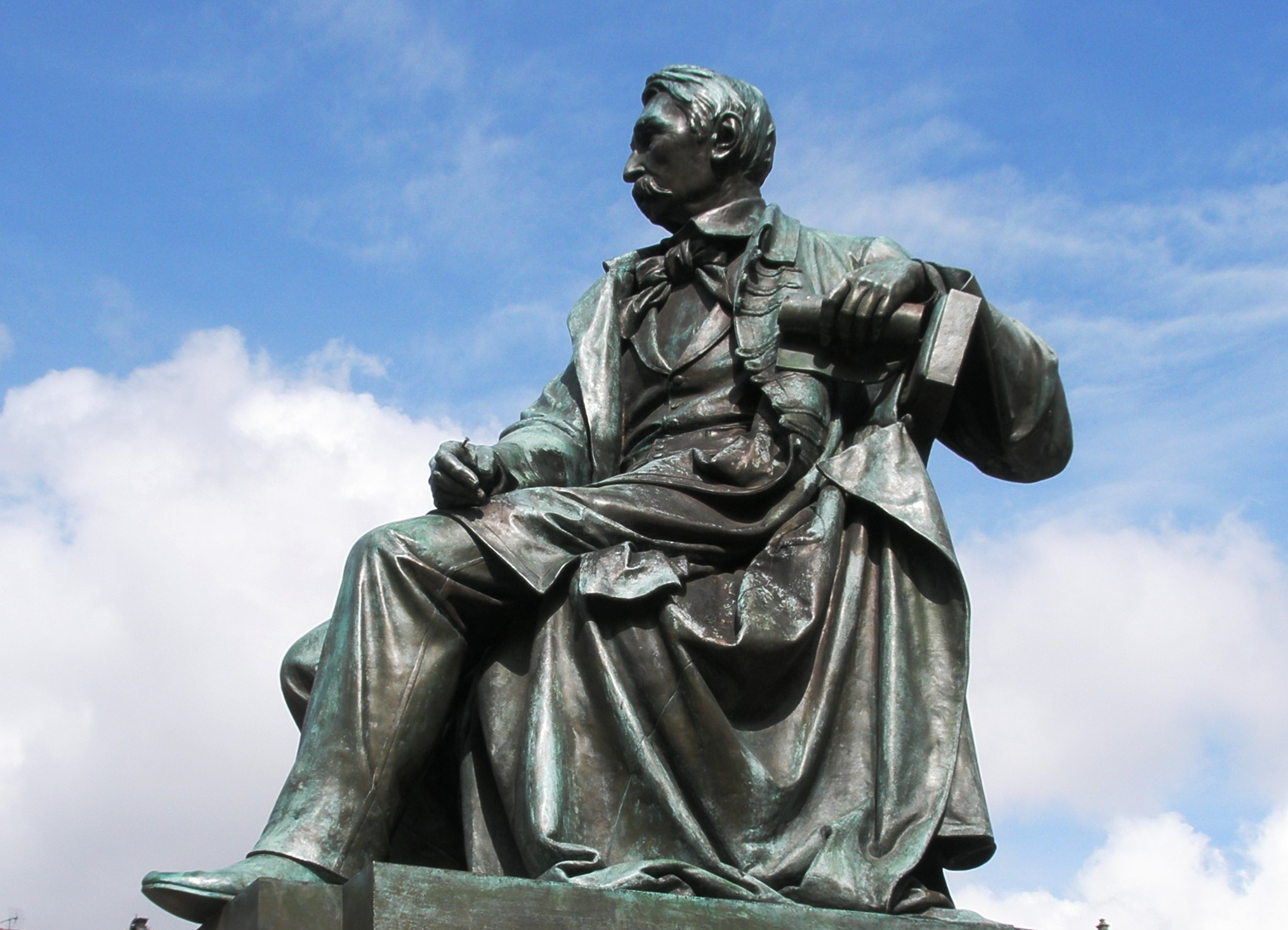
Foto del monumento a Fredro nella piazza di Breslavia; originariamente la statua si trovava a Leopoli, ma venne trasferita durante la seconda guerra mondiale.

Dopo il conflitto fece ritorno alla sua casa natale nella quale si rifugiò per trascorrere una vita tranquilla ed agiata propria di un nobiluomo di campagna, dedicandosi nella scrittura di commedie teatrali di genere brillante. Le sue opere sono fortemente influenzate dal teatro di Molière e di Goldoni, i cui lavori aveva potuto vedere nei teatri parigini durante il suo soggiorno in Francia nel 1814. Subito dopo il suo ritorno nella dimora di campagna di Beńkowa Wisznia, Fredro fece il suo accesso nella loggia massonica di Lublino.
Tra il 1850 ed il 1855 Fredro tornò a soggiornare a Parigi, dove aveva trovato rifugio anche suo figlio Jan Aleksander Fredro, anch'egli un autore di commedie teatrali ma con doti artistiche minori rispetto al padre, il quale era stato costretto all'esilio per aver partecipato attivamente alla rivoluzione ungherese del 1848.
Di natura contraddittoria, Fredro fu sempre interessato alla vita politica del suo paese attraversato dai venti dei moti rivoluzionari, tuttavia mostrò sempre un carattere molto schivo e tendente all'isolamento e alla misantropia. Trascorse gli ultimi anni della sua esistenza in una sorta di reclusione volontaria assistito dai suoi familiari e affetto da una grave malattia che lo portò alla morte nel 1876.
Fredro è il nonno materno del metropolita della Chiesa greco-cattolica ucraina Andrej Szeptycki.

## L'artista
Fredro fece il suo debutto come autore teatrale nel 1817 ma non venne mai influenzato né si interessò personalmente e artisticamente alle tematiche del Romanticismo che era allora la corrente letteraria dominante. Egli fu infatti esclusivamente concentrato nel raccontare il proprio habitat sociale della piccola nobiltà polacca di campagna, trattandolo con leggerezza ed ironia.

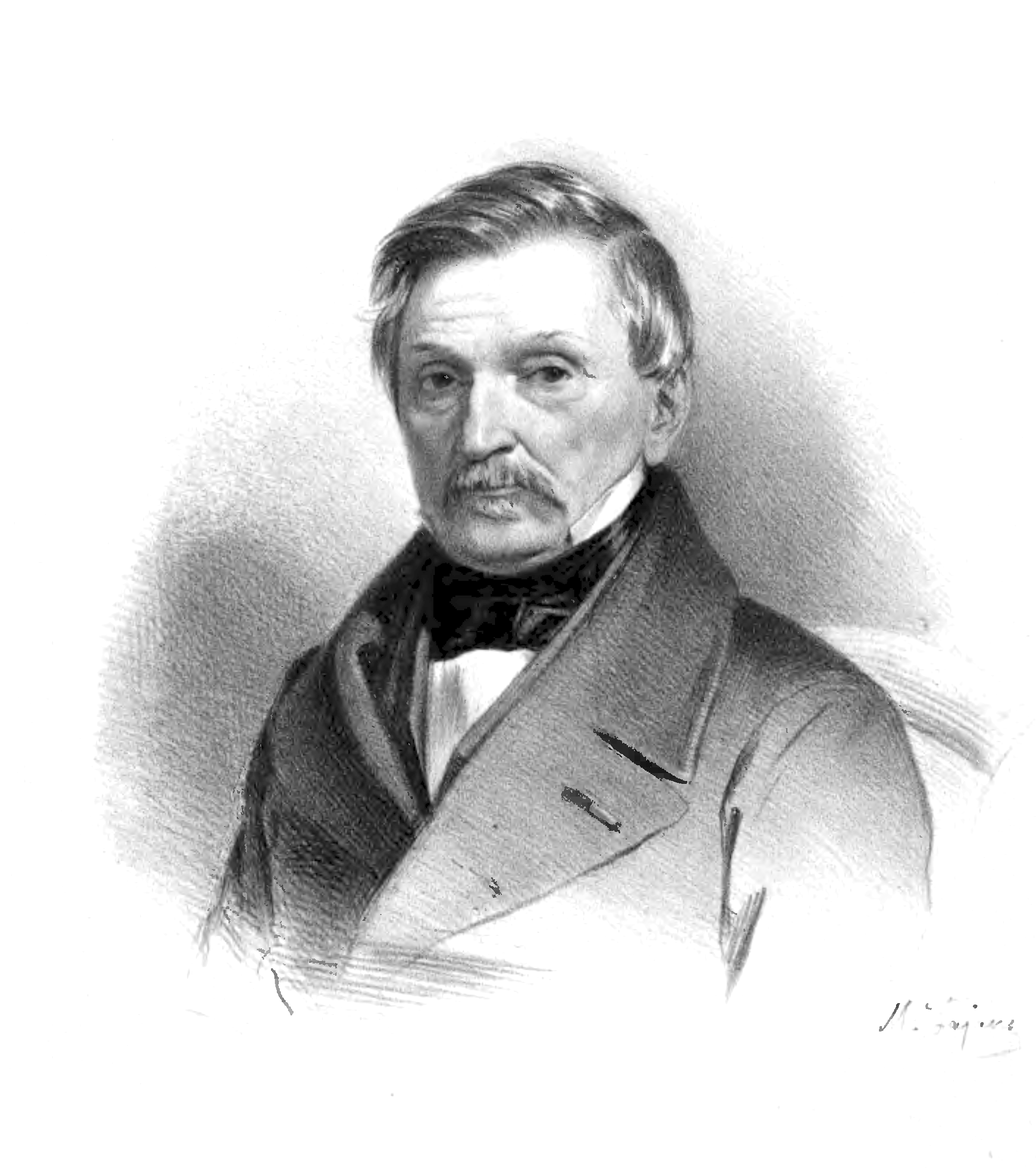
Ritratto di Aleksander Fredro di Maksymilian Fajans (1827-1890) disegnato intorno al 1852 durante il secondo soggiorno parigino dell'artista.

Il suo stile è molto realistico, attento agli intrecci e agli intrighi, con una particolare predilezione per la commedia degli equivoci.
Nella produzione letteraria di Fredro possono individuarsi due periodi ben distinti. Il primo periodo, che va dal 1817 al 1835, egli scrisse le sue commedie migliori, come Il signor Jowialski, che fece il suo debutto teatrale nel 1832, I voti delle fanciulle, scritto nel 1832 che debuttò in teatro nel 1833, Vendetta e Marito e moglie. In ognuna di queste opere Fredro tratta un singolo argomento ma essi hanno tutti in comune gli intrecci, le bugie, gli inganni e le trame che la gente comune ordisce nella vita di tutti i giorni; in amore, nella vita sociale e negli affari. Uno dei temi principali delle sue commedie di questo periodo sono la serenità della vita coniugale e la positività dell'amore domestico, in netto contrasto con il tema romantico predominante in quel tempo dell'amore tragico e tormentato. Per questa sua visione lontana dalle visioni romantiche, Fredro fu tacciato da altri autori connazionali di mancanza di spirito di patria e di senso di responsabilità nei confronti della società del suo tempo. Gli attacchi di questo tipo di critica furono così feroci da costringere Fredro a interrompere la sua attività di commediografo nel 1835, attività che riprese solo quindici anni dopo con opere che vennero rappresentate solo privatamente. Tuttavia le sue commedie erano così gradite al grande pubblico che presto tornarono anche in teatro e, quando l'Europa intera iniziò a concentrare la propria attenzione alle vicende politiche della Polonia a seguito dei moti rivoluzionari, esse vennero tradotte in francese ed inglese e rappresentate all'estero. La prima opera tradotta fu Mariti e mogli che venne trasposrta in francese e tedesco nel 1824.
Il secondo periodo della sua attività artistica coincide con l'influenza delle opere teatrali francesi del Secondo Impero, a partire quindi dal 1852, tra cui spiccanono la trasposizione teatrale de La signora delle camelie di Alexandre Dumas e Il genero del signor Poirier di Émile Augier. In questa seconda fase entra nel cosmo teatrale di Fredro il mondo dei borghesi, fortemente criticati per l'eccessivo valore dato al denaro. Risalgono a questo periodo le commedie Revolver e Degno di pietà, tutte pubblicate dopo la morte dell'autore e anticipate nella loro tematica anti-borghese dal teatro di altri autori polacchi del tempo come Gabriela Zapolska e Włodzimierz Perzyński.
All'interno della sua opera letteraria, Fredro ebbe anche occasione di cimentarsi come autore di fiabe per bambini, come La scimmia nel bagno e Paul e Gawel, nonché di aforismi raccolti postumi nell'opera Memorie di un vecchio.
Nel 2002 il regista polacco Andrzej Wajda ha diretto un adattamento della commedia La vendetta scritta nel 1834, con Roman Polański e Janusz Gajos dal titolo Zemsta - La Vendetta.

## Opere
- 1818 - Il signor Geldhab
- 1822 - Marito e moglie
- 1825 - Le dame e gli ussari
- 1832 - Il signor Jowialski
- 1833 - I voti delle fanciulle
- 1834 - La vendetta
- 1835 - L'educanda
- Degno di pietà
- Revolver